# Armando Picchi
Armando Picchi (20 de juny de 1935 – 27 de maig de 1971) va ser un jugador i entrenador de futbol italià. Regularment posicionat com a defensa lliure, va ser el capità de l'Inter de Milà conegut com a "La Grande Inter".

## Carrera de club

### Inici de la carrera professional
Nascut a Livorno, Picchi va començar la seva carrera jugant a l'Livorno. El 1959, va fitxar per l'SPAL, abans de passar més tard, en el punt àlgid de la seva època, i durant la major part de la seva carrera, a l'Inter de Milà.

### Capità del Grande Inter

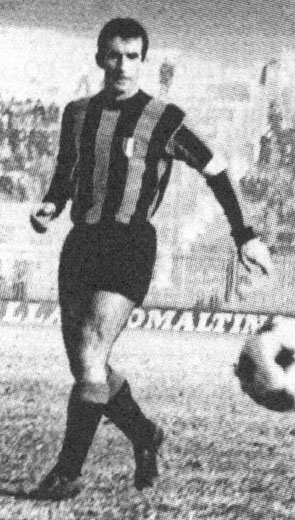
Picchi com a capità de l'Inter de Milà a mitjans dels anys seixanta

Un defensa versàtil, Picchi va començar a jugar a l'Inter de Milà com a lateral dret, un càrrec que havia ocupat anteriorment a l'SPAL. Durant la temporada 1961–62, el llegendari entrenador del Grande Inter, Helenio Herrera, va experimentar col·locant-lo com a lliure. La nova posició va tenir èxit; es va convertir en una figura important en la forta defensa de l'equip, i indirectament va donar exemple als seus companys d'equip Tarcisio Burgnich i Giacinto Facchetti amb el seu lideratge. Durant aquell temps, l'Inter de Milà encara estava capitanejat per Bruno Bolchi.
Quan Bolchi es va traslladar a Verona, Picchi va ser seleccionat com a capità de l'equip. Va ser sota la seva capitania que l'Inter de Milà va evolucionar cap a l'era coneguda com a Grande Inter, quan van guanyar tres scudetti, dues Copes d'Europa de Campions i dues Copes Intercontinentals a la dècada de 1960. Va jugar com a titular la final de la Copa d'Europa de 1964, que l'Inter va guanyar contra el Reial Madrid per 3 a 1 al Praterstadion de Viena, la primera victòria del club en la competició. També va jugar com a titular la final de la Copa d'Europa de 1965, que l'Inter va guanyar contra el SL Benfica per 1 a 0 a San Siro, la segona victòria consecutiva de l'Inter en la competició. El 1967 va jugar com a titular la final de la Copa d'Europa, que l'Inter va perdre contra el Celtic FC per 2 a 1 a l'Estádio Nacional de Lisboa.

### Carrera posterior
Després de la seva etapa a l'Inter de Milà, Picchi va jugar durant dues temporades al Varese abans de retirar-se el 1969, als 34 anys.
Picchi va debutar amb Itàlia uns mesos després de convertir-se en campió intercontinental amb l'Inter de Milà, en una victòria per 6-1 contra Finlàndia el novembre de 1964. No obstant això, l'entrenador d'Itàlia en aquell moment, Edmondo Fabbri, el va considerar inadequat per a l'esquema de l'equip, ja que considerava que tenia una mentalitat massa defensiva, i posteriorment el va deixar fora de la convocatòria per a la Copa del Món de 1966 a Anglaterra.
Sota la direcció de Ferruccio Valcareggi, va ser convocat regularment per als partits de classificació de l'Eurocopa de 1968. Tot i això, una fractura de pelvis en un partit contra Bulgària l'abril de 1968 el va descartar de la competició, que va concloure el seu últim partit amb els Azzurri, en un total de 12 aparicions internacionals.

## Estil de joc

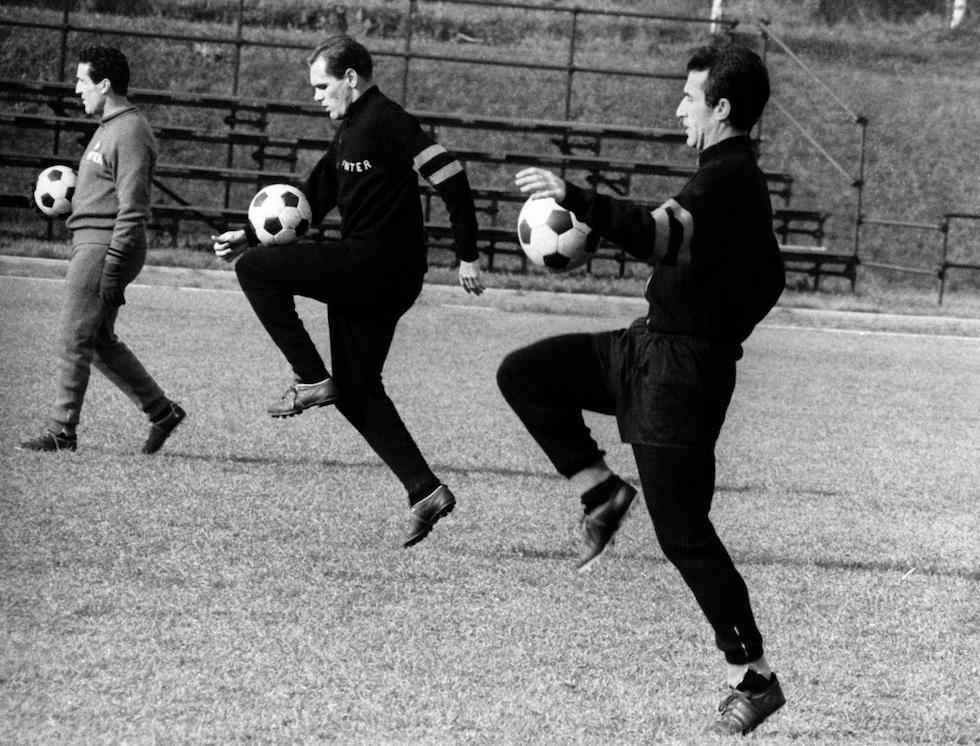
De dreta a esquerra: Picchi entrenant amb els Nerazzurri el 1966 amb el seu company d'equip Luís Vinício i l'entrenador Helenio Herrera

Un defensa ràpid, versàtil i tenaç, Picchi va començar la seva carrera jugant com a davanter o com a migcampista defensiu central, abans de ser traslladat a lateral dret, on va destacar, però més tard es va destacar en el rol de líbero. Picchi era principalment un escombrador a l'antiga, conegut principalment per les seves habilitats defensives, el seu físic fort i la seva capacitat per recuperar, interceptar i netejar pilotes soltes com a últim home, mentre que no era particularment bo en el joc aeri, a causa de la seva petita estatura; malgrat la seva interpretació més tradicional i defensiva del rol, també era ocasionalment capaç d'avançar i de portar la pilota al mig del camp, o iniciar jugades des de la línia de fons, a causa de la seva bona tècnica i capacitat per llegir el joc. Considerat un dels millors defenses d'Itàlia i un dels millors escombradors de la seva generació, era molt apreciat per la seva intel·ligència tàctica, així com pel seu lideratge vocal al camp, i era conegut per la seva capacitat per organitzar la defensa i motivar els seus companys d'equip.

## Carrera d'entrenador i mort

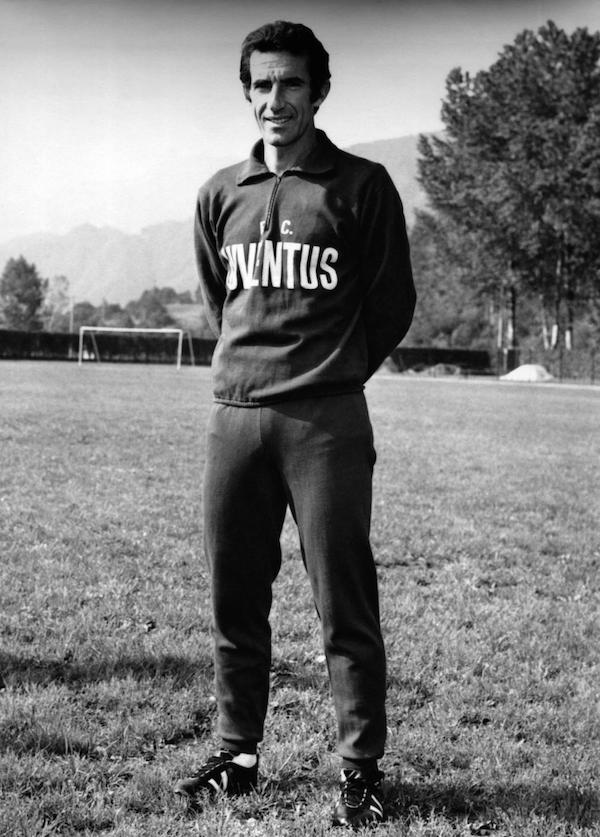
Picchi com a entrenador de la Juventus a la temporada 1970–71

Després d'acabar la seva carrera com a jugador, Picchi va iniciar una carrera com a entrenador el 1969; va passar a entrenar el Varese, el Livorno i després la Juventus, fins al 16 de febrer de 1971, quan va ser hospitalitzat a causa d'un càncer, cosa que va posar fi prematurament a la seva carrera com a entrenador. Va morir tres mesos després, als 35 anys, a causa d'un tumor a la sisena costella esquerra.

## Llegat
Després de la seva mort el 1971, es va jugar un torneig commemoratiu en honor seu, el Memorial Armando Picchi. El 21 d'octubre del mateix any, es va fundar el club de futbol Armando Picchi Calcio en la seva memòria.
A partir del 1990, l'estadi de futbol de l'Livorno, el seu club natal, porta el seu nom.

## Palmarès
Inter de Milà
- Sèrie A: 1962–63, 1964–65, 1965–66
- Copa d'Europa: 1963–64, 1964–65
- Copa Intercontinental: 1964, 1965

Individual
- Saló de la Fama del Futbol Italià: 2021[15]